# Miles Edgeworth
Miles Edgeworth, conhecido como Reiji Mitsurugi (御剣 怜侍) nas versões originais em língua japonesa, é um promotor fictício em Capcom's Ace Attorney, da  série de videogames.  Inicialmente apresentado como um perfeccionista de coração frio, ele aparece como um rival antagônico do personagem principal Phoenix Wright em Phoenix Wright: Ace Attorney. Após os acontecimentos do primeiro jogo, o personagem muda de opinião e reaparece como um rival amigável na maioria dos títulos subsequentes da série. Devido à popularidade do personagem, Edgeworth passou a estrelar em dois de seus próprios jogos de spin-off, Ace Attorney Investigations: Miles Edgeworth e Ace Attorney Investigations 2. Edgeworth também fez aparições em mídias extensas de Ace Attorney, como filmes e animações, assim como várias aparições de camafeu em títulos fora da série principal Ace Attorney.

## Design
Segundo Shu Takumi, Edgeworth era um personagem difícil de desenvolver em comparação com Wright.  O personagem de Edgeworth se uniu assim que Takumi decidiu que seria rico.  No jogo original, Takumi projetou Edgeworth para ser um personagem trágico e improvável.  Isto é visto em Manfred von Karma levantando Edgeworth para ser um promotor e depois o processando por assassinato, apenas para ter sua vingança contra Gregory Edgeworth.  Após o primeiro jogo, quando Takumi viu um cômico representando Edgeworth gostando do Samurai de Aço, ele decidiu que um Edgeworth mais simpático seria "mais bonito", e assim Edgeworth foi lançado no valioso amigo e aliado visto desde Farewell, My Turnabout.
No projeto original do Edgeworth, ele seria um promotor veterano de 36 anos, mas a equipe decidiu que isso não era interessante o suficiente como rival.  Quando Shu Takumi viu a segunda versão do personagem, ele foi atingido com inspiração e criou a história de fundo entre ele e Wright.  O mais velho Edgeworth em "Dual Destinies" passou por muitas iterações.  No primeiro desenho, ele tinha grandes folhos que desciam até suas coxas.  Em outros desenhos, ele havia crescido os pêlos faciais.  No final, Edgeworth manteve um visual "elegante", com mangas e colete enrolados, e ostentando um casaco mais longo e um par de óculos, parecendo-se mais com seu pai.